# Tapani Jokela
Kaarle Tapani Jokela, född 14 januari 1922 i Lahtis, död 22 augusti 2014 i Esbo, var en finländsk konstmålare.
Jokela var son till sanitetsöversten Kaarle Väinö Jokela och Hilli Estola. Han blev student 1945, dimitterades från Finlands konstakademis skola 1950 samt företog studieresor till Frankrike, Italien, Tyskland och Spanien. Han var lärare vid Finlands konstakademis skola 1962–1973 och rektor där 1965–1973. Han var styrelsemedlem i Målarförbundet från 1956, i Finlands konstakademi från 1965, medlem av statens konstverksnämnd 1962–1964 och av inköpsnämnden för Ateneums samlingar 1961–1965. 
Jokela utförde bland annat väggmålningar i Tavastehus 1958 (första pris i tävling 1957), Kuopio 1959 (första pris i tävling 1958), i Fredrikshamn 1960 (andra pris i tävling 1959), i kommunkansliet i Helsinge 1964 (första pris i tävling). Han tilldelades första dukatpris 1951, statens stipendium för yngre konstnärer 1952 och Pro Finlandia-medaljen 1967.